# 元興寺文化財研究所

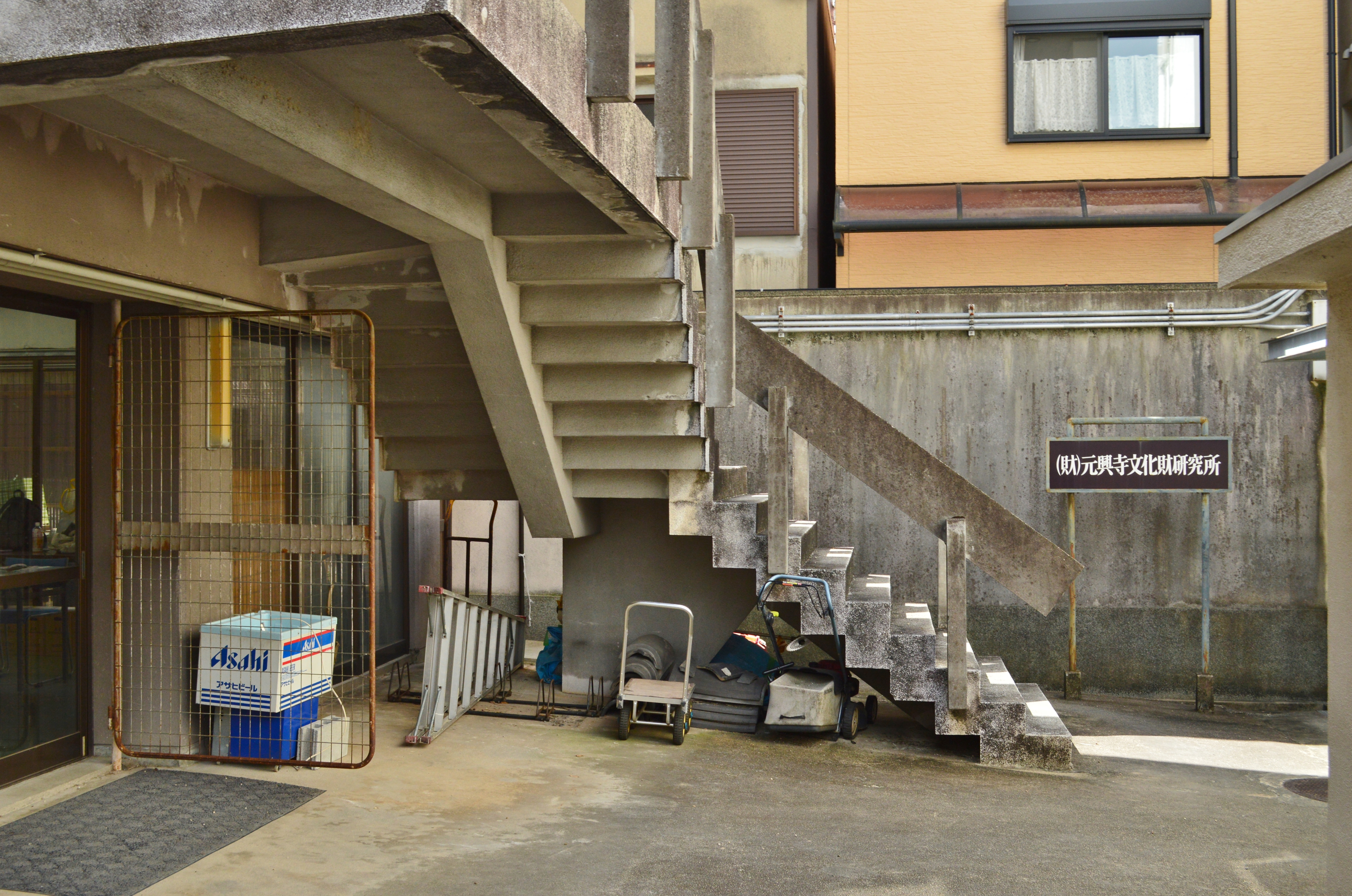
研究所入り口

公益財団法人元興寺文化財研究所（がんごうじぶんかざいけんきゅうしょ）は、文化人類学に関する研究事業、助成事業などを実施している公益財団法人。元文部科学省所管。

## 概要
- 所在：奈良市南肘塚町146-1
- 設立：1967年2月15日
- 理事長：辻村泰善（元興寺住職）
- 所長：田邉征夫（2020年7月21日就任）[1]

## 沿革
1948年から1961年まで行われた元興寺境内の発掘調査で出土した約10万点に及ぶ庶民信仰資料の研究及び保存を目的として、1961年に中世庶民信仰資料調査室を設置。1967年に財団法人元興寺仏教民俗資料研究所として文化財保護委員会（現：文化庁）に認可される。1978年には、財団法人元興寺文化財研究所に改名。2013年に公益財団法人化。
現在では、稲荷山古墳出土鉄剣の保存修復措置（1978年～1980年）や岡田山古墳一号墳出土品の円頭大刀への保存修復処置（1983年）などを始めとして、元興寺の埋蔵文化財のほか全国各地の文化財に係る研究及び保存事業を実施している。